# Theaterwagen
Theaterwagen waren spezielle Einsatzwagen der Straßenbahn, die bis in die Zeit nach dem Zweiten Weltkrieg hinein spätabends vor oder in der Nähe eines Theaterhauses auf das Ende der Abendvorstellung warteten. Sie brachten die Besucher gegen Mitternacht, und damit kurz vor oder teilweise auch schon nach regulärem Betriebsschluss, auf wichtigen Relationen nach Hause. Damit halfen die Theaterwagen, eine Überfüllung der letzten regulären Kurswagen zu vermeiden, beziehungsweise boten den Besuchern eine Möglichkeit, überhaupt noch nach Hause zu kommen. Mit der Zunahme der Massenmotorisierung in der Nachkriegszeit wurden sie schließlich entbehrlich; insbesondere die meist relativ gutsituierten Theatergänger konnten sich schon vergleichsweise früh ein eigenes Kraftfahrzeug leisten. Damit sind die Theaterwagen ein früher Vorläufer heutiger Nachtverkehre.
Weil sich das Ende eines Bühnenwerks oft nicht genau terminieren lässt, stand den Theaterwagen meist ein sogenanntes Theatergleis zur Verfügung. Hierbei handelte es sich um ein Abstellgleis, teilweise als Stumpfgleis beziehungsweise kurze Stichstrecke ausgeführt, damit die wartenden Sonderwagen den regulären Linienverkehr nicht behinderten. Theaterwagen existierten beispielsweise in:
| Baden-Baden          | 140 Meter lange Stichstrecke vom Leopoldsplatz zum Kurgarten, das Gleis führte durch die untere Sophienstraße und endete vor der Fieserbrücke über die Oos. Nach Schluss der Vorstellungen im Kleinen Theater und dem Bühnensaal im Kurhaus standen dort fünf Triebwagen mit Fahrtzielen Weststadt, Bahnhof, Lichtental, Tiergarten und Friedrichshöhe abfahrbereit. |
| Bremen               | für die Gäste des Theaters am Goetheplatz |
| Brünn                | als Abstellgleis für die Theaterzüge wurde der planmäßig nicht bediente Gleisbogen von der Krapfen- und Pilgramgasse benutzt |
| Bremerhaven          | Am Theaterplatz (heutiger Name Theodor-Heuss-Platz) war ein Abstellgleis vornehmlich für die Theaterwagen nach Vorstellungsende vorhanden (siehe Gleisplan). |
| Danzig               | Theaterwagen ab dem Kohlenmarkt, für die Gäste des gleichnamigen Theaters am Kohlenmarkt |
| Darmstadt            | Theatergleis auf dem heutigen Karolinenplatz zur Bedienung des ehemaligen Hof- und Landestheaters dort, heute Haus der Geschichte |
| Freiburg im Breisgau | drittes Gleis in der Bertoldstraße vor dem Stadttheater, Einsatz von Solo-Triebwagen ohne Beiwagen, im Einsatz bis 1959, unter anderem in die Wiehre, nach Zähringen und nach Günterstal |
| Graz                 | im Einsatz bis 1961, Verwendung des Beiwagens Nummer 60B, dieser wurde abends auf dem Stumpfgleis in der Girardigasse abgestellt und nach Ende der Aufführung im Opernhaus von einer Garnitur der Ringlinie 2 mitgenommen |
| Karlsruhe            | von der Beiertheimer Allee nach Osten abzweigendes Stichgleis beim Konzerthaus Karlsruhe |
| Luzern               | Bis in die 1950er Jahre Theaterfahrten auf einem Gleis, welches bis 1927 für reguläre Fahrten der Linie 2 genutzt wurde |
| Mainz                | drittes Gleis auf dem Gutenbergplatz vor dem Staatstheater Mainz, im Einsatz bis Oktober 1963, in der Regel je ein Wagen nach Gonsenheim und nach Bretzenheim |
| Mannheim             | Theaterwagen ab dem Paradeplatz |
| Meran                | Sowohl die Überlandstraßenbahn Lana–Meran als auch die städtische Straßenbahn Meran boten Theaterwagen für die Gäste des Meraner Stadttheaters an, auf dem Theaterplatz befanden sich ohnehin die regulären Abfahrtsstellen der Überlandstraßenbahn sowie der Linie 1 der städtischen Straßenbahn |
| München              | |
| Nürnberg             | |
| Osnabrück            | Theatergleis vor dem Theater Osnabrück |
| Regensburg           | Extrawagen in der Drei-Mohren-Straße beim Theater Regensburg |
| Ulm                  | |
| Weimar               | Theatergleis auf dem Theaterplatz (heute Dingelstedtstraße) bis 1906, bei Veranstaltungen im Hoftheater |
| Wien                 | Bei der Volksoper gab es zwei Stockgleise: Jenes in der Lustkandlgasse zur Währingerstraße wurde mit 14. Dezember 1898 in Betrieb genommen, war ab 3. Jänner 1902 elektrifiziert und wurde 1946 aufgelassen, aber erst viel später demontiert. Jenes in der Fuchsthallergasse zur Gürtelstrecke ging 1899 in Betrieb, wurde ab 15. März 1903 elektrisch betrieben und 1956 aufgelassen. Beim Raimundtheater ging in der Strohmayergasse am 26. November 1894 ein von der Wallgasse abgehendes Stockgleis in Betrieb. Ab 28. Jänner 1897 war die Wallgasse in Richtung Mariahilferstraße elektrifiziert und ab 7. Oktober 1899 in Richtung Gumpendorfer Straße. Ob das Stockgleis auch elektrifiziert wurde, ist unsicher. Die Strecke in der Wallgasse wurde jedenfalls am 28. November 1928 aufgelassen und durch die heutige Strecke am inneren Mariahilfer Gürtel ersetzt. |
| Wiesbaden            | |
| Worms                | |
| Zürich               | Nach Eröffnung des Stadttheaters bereits ab 1891 Theaterwagen im Einsatz bei der Pferdebahn, ab 1907 dann Abstellgleis vor der Tonhalle, von wo aus nach einer Vorstellung Theaterwagen in alle Hauptrichtungen abfuhren, ab 1908 zusätzliches Abstellgleis beim Opernhaus |

Darüber hinaus sollte auch die 1913 geplante, aber kriegsbedingt nicht mehr realisierte Straßenbahn in Göttingen am Deutschen Theater ein eigenes Aufstellgleis für Theaterwagen bekommen. In Mannheim galten Theaterwagen beim Personal als unbeliebt, weil nach acht Stunden regulärer Arbeit noch einmal Zeit drangehängt werden musste, um die Theaterbesucher nach Hause zu befördern. Es gab auch Dienstpläne, die den Theaterwagen innerhalb der regulären achtstündigen Dienstzeit beinhalteten.

## Eisenbahn
Auch auf vielen Eisenbahnstrecken verkehrte früher in den späten Abendstunden als letzter Zug des Tages ein spezieller Theaterzug für auswärtige Theatergäste. Meist hatte dieser einen vergleichsweise großen zeitlichen Abstand zum vorletzten Zug. Noch heute werden Spätverbindungen mitunter als Theaterzug bezeichnet.